# Font
Font je elektronički niz podataka (eng. data file) u kojemu se nalazi skup slovnih znakovnika (eng. glyph), i slovnih simbola (tipografskih glifova) poput slovnih ornamenata (eng. dingbat). 
Termin font isprva se upotrebljavao za skup metalnih slova jedne veličine i jedne vrste slova (jednog tipografskog karaktera); od 1990. fontovi su uglavnom digitalni i upotrebljavaju se u računalstvu.

## Podjela fontova
Postoje tri osnovne vrste računalnih fontova, odnosno načina njihova opisa - podatkovnih formata:
- Bitmapirani ili rasterski fontovi, sastoje se od nizova točaka (eng. dot ili pixel) koji prikazuju sliku svakog slovnog znaka, svakog slovnog karaktera i njegove veličine.
- obrisni ili vektorski fontovi služe se skupom matematičkih instrukcija; Bézierovom krivuljom za iscrtavanje svakog slovnog znaka (glifa), na taj način je slovo skalabilno na bilo koju veličinu.
- Linijski (stroke) fontovi služe se skupom specifičnih linija i posebnih informacija za opis profia, veličine i oblika linije svakog lika, oni zajedno opisuju pojavu znakovnika.

## Usporedba fontova, prednosti i mane
Prednost rasterskih fontova su relativno male datoteke opisa, što je prikladno u tiskarskoj i grafičkoj struci, gdje na računalu tiskarski ili grafički profesionalac ima od nekoliko tisuća do nekoliko desetaka tisuća fontova, što usporava operacijski sustav ili je sporo za pretraživanje ako su datoteke velike, mana je što nisu prilagodljivi po veličini slova (skalabilni) te zahtijevaju posebni skup fontova za svaku veličinu. Vektorski i linijski fontovi mogu mijenjati veličine, upotrebljavajući samo jedan tip fonta, tako da izračunavaju različite veličine za pojedine slovne znakove (glyph), ali to je ponekad složeno i zahtijeva posebne računalne kodove koji moraju izračunavati („renderirati”) pojavnu sliku obrisa i bitmape (slike) na zaslonu računala ili u tisku.
Bitmapirani (rasterski) fontovi nasuprot vektorskim (obrisnim) fontovima, mogu se usporediti s dvama glavnim tipovima slikovnih formata:
- bitmape, a u njih se ubrajaju: Windows bitmape (.bmp), Portable Network Graphics (.png) i Tagged Image Format (.tif ili.tiff), koji pohranjuju slikovnu datoteku u linijama točaka (u nekim slučajevima sa sažimanjem/kompresijom).
- vektorske ili linijske slikovne datoteke odgovarale bi formatima poput Windows Metafile, (.wmf) i Scalable Vector Graphics, (.svg), koji pohranjuju slikovnu datoteku tako da spremaju naredbe kako da se slika iscrta (tj. pohranjuje se definicija geometrijskih likova - pravaca, pravokutnika, kružnica, elipsa, krivulja itd), umjesto da se pohrani sama slika.

Bitmap slika, može se prikazati u drugoj veličini jedino uz neka izobličenja, ali se iscrtava brzo, obrisni ili linijski slikovni format je skalabilan, ali zahtjeva puno više vremena da se iscrta kao raster i mora se iscrtavati svaki put iznova kad ga se želi 
prikazati.

## Vrste fontova

### Bitmapirani - rasterski fontovi
Bitmapirani (rasterski) font je tip računalnog slova koji pohranjuje svaki znakovnik (glyph) kao niz točaka (pixela) a to tvori bitmapu (sliku od točaka). Ponekad se ovaj tip zove i rasterski font. Pojednostavljeno rečeno bitmap font je skup rastriranih slovnih znakova (ikona) svakog slova ponaosob.
Za svaku inačicu tog fonta, mora postojati kompletan niz sličica znakova. Tako recimo za font koji ima tri veličine, i kombinaciju 'podebljano' (bold) i 'ukošeno' (italic), mora postojati 12 kompleta sličica slovnih znakova.
Prednosti koje imaju bitmapirani fontovi:
- Izuzetna brzina i jednostavnost iscrtavanja („renderiranja”)
- Neskalirani bitmapirani font uvijek daje potpuno istu izlaznu vrijednost
- Lakše ih je napraviti nego druge vrste.

Loša strana bitmapiranih fontova je da loše izgledaju kad se skaliraju ili na neki drugi način preoblikuju, u usporedbi s orisnim i linijskim fontovima, a s obzirom na to da imaju mnoge optimizirane veličine istog fonta dramatično gutaju memoriju (RAM). 
Raniji bitmap fontovi bili su raspoloživi u optimiziranim veličinama poput, 8, 9, 10, 12, 14, 18, 24, 36, 48, 72, i 96 točaka (points), dok su posebni fontovi najčešće bili raspoloživi samo u jednoj veličini, poput fonta za zaglavlje (headline) od 72 točke.
Mala procesorska i mala memorijska snaga ranijih računalnih sustava sprječavala je širu uporabu bitmap fontova. 
Poboljšanje hardwarea omogućilo je njihovu zamjenu s outline i stroke fontovima u onim slučajevima kad je poželjno preoblikovanje slova po vlastitim nahođenjima, ali su bitmap fontovi i dalje u širokoj primjeni u ograničenim sustavima u kojima je jednostavnost i brzina važna. 
Bitmap fontovi su u uporabi na Linuxovim konzolama, u Windowsovim(recovery konzolama), i ugrađenim sustavima. Stari matrični pisači (dot matrix printer) upotrebljavali su bitmap fontove; najčešće spremljene u pohranu pisača na poziv računalnog upravljačkog programa (print driver). 

#### Monokromatski fontovi nasuprot fontovima s nijanse sive boje
Digitalni bitmap fontovi mogu biti monokromatski (jednobojni) ili u nijansama sive boje. 

#### Mijenjanje veličina (skaliranje)
Bitmap fontovi izgledaju najbolje u svojoj izvornoj veličini( u pixelima). Pojedini sustavi mogu bitmap fontove, prikazati u pojedinim inačicama uz pomoć algoritama. Tako je naprimjer, originalno Apple Macintosh računalo moglo prikazati podebljano slovo (bold) podebljavajući okomite linije i ukošeno slovo uz pomoć posmičnog mapiranja slike ( Shear mapping).Kod nestandardnih veličina mnogi tektstualni sustavi za iscrtavanje koriste takozvani - sustav preoblikuj najbliže originalu (nearest-neighbor resampling), dobivajući tako ružne nazubljene kutove. Napredniji sustavi koriste takozvani sustav protiv - 
prekrivanja ( anti-aliasing) u slučajevima kod bitmap fontova čije veličine ne odgovaraju onima koje aplikacija zahtjeva.
Ova tehnika radi odlično kod smanjenja veličina slova, ali ne kod povećanja, jer se pojavljuje zamućenje na rubovima.
Pojedini grafički sustavi koji koriste bitmap fontove, ponaosob oni koji koriste emulatore, koriste specijalne algoritme (nelinearnog preoblikovanja, nonlinear resampling) osjetljive na krivulje poput 2xSaI ili hq3x za fontove ali i za druge bitmape, koji uzrokuju zamućenje fonta kod većih izobličenja i uvećanja. 
Programi za praćenje traga ( trace programi) mogu slijediti obris vrlo visoko razlučive slike bitmap fonta i iscrtati obris koji je koristi dizajner fonta kao polazište za kreaciju outline fonta te kasnije PostScripta ili TrueType fonta. 
Outline fontovi mijenjaju veličine lako bez nazubljenih rubova ili zamućenja.

#### Bitmap font formati
- Portable Compiled Font (PCF)
- Glyph Bitmap Distribution Format (BDF)
- Server Normal Format (SNF)
- DECWindows Font (DWF)
- Sun X11/NeWS format (BF, AFM)
- Microsoft Windows bitmapped font (FON)
- Amiga Font, ColorFont, AnimFont
- ByteMap Font (BMF)

### Vektorski fontovi
Outline fontovi ili vektorski fontovi su zbirke vektorskih slika, odnosno skup linija i krivulja koje opisuju granice znakovnika glyphs. Raniji vektor fontovi su se koristili kod vektorskih zaslona i vektorskih plotera,uporabljujući vlastite interne fontove, uporabljajući tanke pojedinačne linie umjesto podebljano ocrtanih znakovnika.
Izazov stolnog izdavaštva iznjedrio je potrebu za univerzalnim standardom kod integracije grafičkog korisničkog sučelja kod prvog Macintosh računala i laserskog pisača.Termin koji opisuje ovu integracijsku tehnologiju je WYSIWYG (Ono što vidite je ono što dobijete).  Univerzalni standard je bio (i još uvijek jest) jezik kompanije Adobe PostScript. Primjeri PostScript fontova su Type 1 i Type 3 fontovi, TrueType i OpenType fontovi.
Osnovna prednost outline fontova je da se oni mogu lako preoblikovati, uporabom matematičke funkcije za svaku vektorsku točku, tako se mogu skalirati bez gubljenja kvalitete (zamućivanja). 
Outline fontovi mogu se uvećavati ili smanjivati na bilo koju veličinu, ili na drugi način preoblikovati bez gubitka kvalitete (mutnosti, pucanja znakovnika) s puno boljim rezultatom nego bitmap fontovi, ali traže više procesiranja, i mogu uzrokovati neželjeno iscrtavanje (rendering), ovisno o tipu fonta, softwareu za iscrtavanje i veličini izlaza.
Obrisni ( Outline) fontovi imaju osnovni problem, zato što se Bézierove krivulje ne mogu točno iscrtati na rasterskim zaslonima (monitorima) većine računala i pisača, a njihovo iscrtavanje može promijenti oblik znakovnika, ovisno o željenoj veličini i poziciji. Koriste se mjere poput font ciljanja (engleski: font hinting), da smanje uticaj ovog problema. Ovo zahtjeva vrhunske software, koje je vrlo teško ispravno implementirati. Većina današnjih stolnih računala posjeduju software koji rješavaju ovaj problem, ali oni troše mnogo više procesorske snage nego bitmap fontovi, i imaju manje greške pri iscrtavanju malih slovnih veličina. I pored toga, jako se koriste jer korisnicima je važnije da mogu slobodno sklalirati fontove od vremena procesiranja i mogućih izobličenja.

### Linijski (stroke) fontovi
Obris znakovnika ( glypha) je opisan vrhovima pojedine linije i profilom linije. Prednost u odnosu na obrisne ( outline) fontove uključuje smanjenje broja vrhova koji su potrebni da se opiše znakovnik, dopuštajući da se isti vrhovi upotrebljavaju da iscrtaju font druge debljine, ili veličine, ili serifa koristeći drugačija pravila za linije i pripadajuće količine kod spremanja. Za kreatora fonta, editiranje znakovnika pomoću linije je lakše i manje sklono greškama negoli kreiranje obrisa.
Sustav baziran na liniji dozvoljava   skaliranje znakovnika po visini i širini bez mijenjanja debljine linije znakovnika. Linijski fontovi se dobro prodaju na Istočno Azijskom tržištu, kod ugrađenih uređaja, ali ova tehnologija nije vezana samo uz ideograme.

## Formati fontova

### Type 1 i Type 3 Fontovi
Type 1 iType 3 fontovi su razvijeni od korporacije Adobe za uporabu u profesionalnoj tipografiji, upotrebljavajući PostScript jezik, znakovnici i obrisni fontovi opisani su s kubičnom Bézierova krivulja.  Type 1 fontovi su ograničeni podskupom PostScript jezika i koriste Adobeov sustav nagađanja, koji je vrlo skup. Type 3 fontovi dozvoljavaju neograničenu uporabu PostScript jezika, ali nemaju nikakve informacije o nagađanju, što može dovesti do vidljivih slabosti kod icrtavanja na slabo razlučivim uređajima poput računalnih zaslona i matričnih pisača.

### TrueType fontovi
TrueType je sustav fontova izvorno razvijen od kompanije Apple Computer.  Namjera je bila da zamijeni Type 1 fontove, za koje su mnogi držali da su preskupi.  Za razliku od Type 1 fontova, TrueType znakovnici, opisani su kvadratičnim Bézierovim krivuljama.  Trenutno su vrlo popularni i njihova uporaba postoji na svim većim operacijskim sustavima.

### OpenType fontovi
OpenType je pametni font sustav oblikovan od strane kompanija; Adobe i Microsoft.  OpenType fontovi imaju obris ili TrueType ili Type 1 (momentalno CFF) format zajedno s velikom količinom metapodataka (metadata).

### Metafont
Metafont upotrebljava različitu vrst za opis znakovnika (glyph). Poput TrueType, to je vektorski opisni font sustav. On iscrtava znakovnike (glyphs) koristeći linije koje seli poligonalno ili eliptično pero približno po poligonu, stazu napravi približno po poligonu znakovnika od kubnih Bézierovih krivulja i ravna dijelove linija i puni takve staze.
Iako se iscrtavanje linije uz stazu znakovnika zapravo nikad ne generira, ova metoda ne uzrokuje gubitak točnosti i razlučivosti.

## Vanjske poveznice
- Pronađite Fontove (Microsoft)
- poglavlje o Font tehnologiji na LDP Font
- Microsoftov vodič kroz fontove
- Zadani fontovi instalirani na Windowsima  Arhivirana inačica izvorne stranice od 12. studenoga 2008. (Wayback Machine)
- Arhiva besplatnih downloadable fontova  Arhivirana inačica izvorne stranice od 2. ožujka 2021. (Wayback Machine)
- Najveća baza besplatnih fontova na webu